# Undoneura phaseoliformis
Undoneura phaseoliformis är en tvåvingeart som först beskrevs av Fedotova 2005.  Undoneura phaseoliformis ingår i släktet Undoneura och familjen gallmyggor. Inga underarter finns listade i Catalogue of Life.